# Теплоконтроль (микрорайон)
Теплоконтроль (тат. Теплоконтроль) — неофициальное название микрорайона в Казани, известного с 1970-х годов своими криминальными традициями благодаря местной преступной группировке «Тяп-ляп».

## Расположение

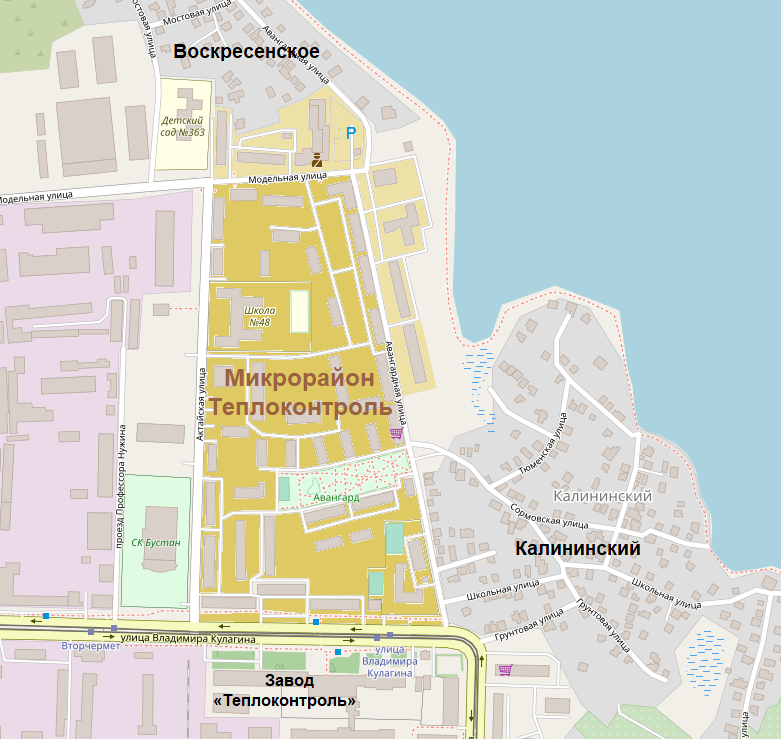
Карта микрорайона Теплоконтроль

Микрорайон расположен в южной части Казани, на территории Приволжского района, рядом с заводом «Теплоконтроль» и недалеко от берега озера Средний Кабан. Он занимает квартал, вытянутый на 600 метров с севера на юг, по периметру которого проходят четыре улицы: на западе — Актайская, на севере — Модельная, на востоке — Авангардная, на юге — Владимира Кулагина. Также к микрорайону Теплоконтроль принято относить прилегающую многоэтажную жилую застройку со стороны посёлков Воскресенское (ул. Модельная, 6, 8, 10) и Калининский (ул. Авангардная, 85, 87, 89, 91).

## Название
Теплоконтроль — неофициальное название микрорайона. Оно произошло от названия расположенного рядом с микрорайоном завода «Теплоконтроль», многие сотрудники которого получили здесь жильё. 

## Население
По состоянию на 2020 год, численность населения микрорайона Теплоконтроль (в границах улиц Актайской, Модельной, Авангардной и Владимира Кулагина) составляла 3184 жителя. 

## История

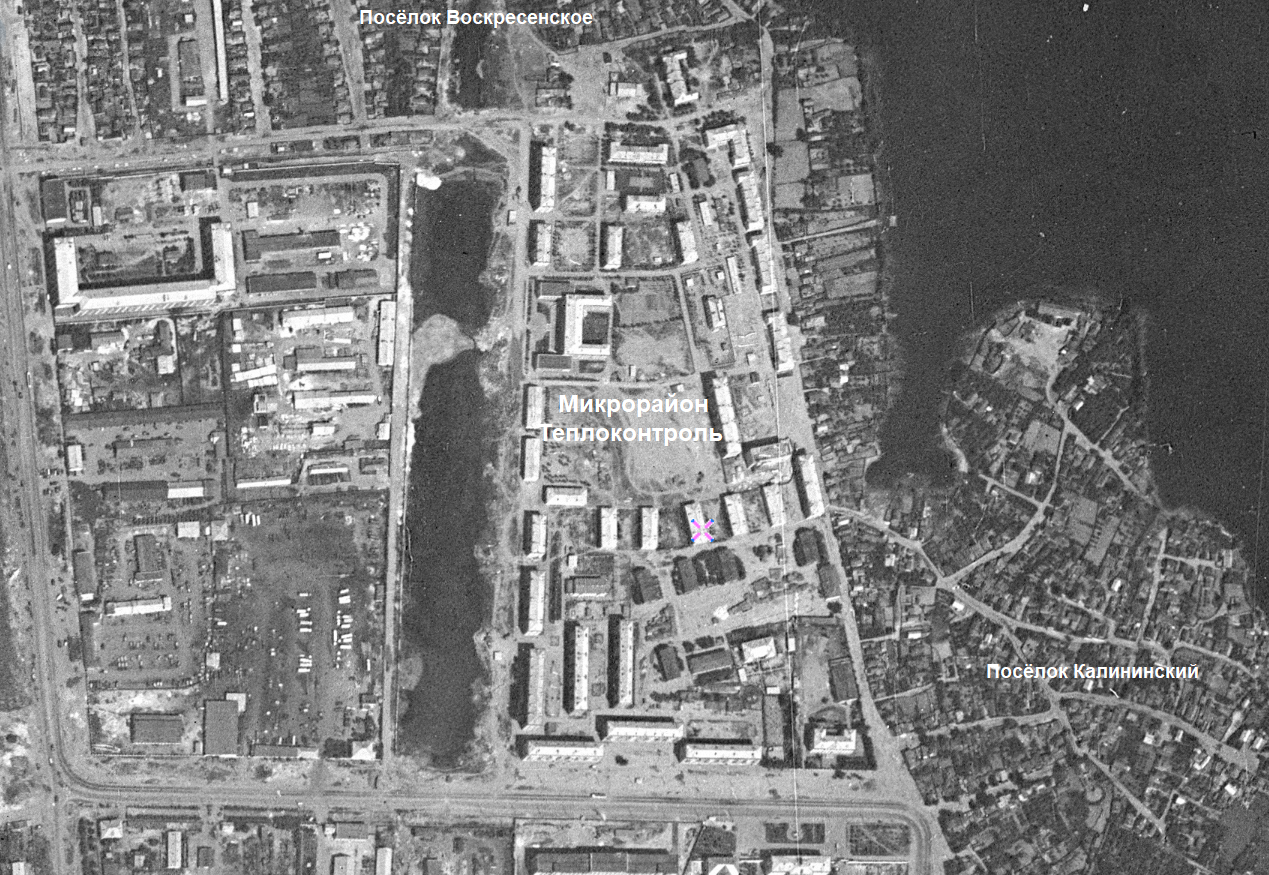
Микрорайон Теплоконтроль на снимке с американского спутника, 1966 год

### Застройка микрорайона
До появления микрорайона Теплоконтроль на этом месте с довоенных времён существовал барачный посёлок завода синтетического каучука № 4 (СК—4). 
В 1948 году недалеко от него и посёлка Калининский началось строительство Казанского завода теплоизмерительных приборов и автоматики, получившего сокращённое название «Теплоконтроль». Его первая очередь была введена в строй в 1952 году, в последующие годы производство расширялось.
Наличие завода «Теплоконтроль» и других крупных предприятий по соседству потребовало строительство для их сотрудников жилья. В связи с этим во второй половине 1950-х годов на территории, занимаемой барачным посёлком завода СК—4 и прилегающих к нему пустырях, началось возведение микрорайона, позже получившего неофициальное название Теплоконтроль.
Все жилые дома микрорайона возводились по типовым проектам, большинство — из кирпича, но три дома — панельные. Их строительство в основном велось за счёт предприятий Приволжского района Казани — завода СК—4 (дома по улицам Авангардной, Актайской, Модельной), завода резино-технических изделий (дома по улице Авангардной), завода «Радиоприбор» (дома по улице Актайской), завода «Теплоконтроль» и других предприятий (дома по улице Владимира Кулагина). На начальном этапе (1957—1960 годы) в основном строили двух- и трёхэтажные жилые здания, большинство из которых получило адресацию по улице Авангардной. В 1961—1963 годах в микрорайоне возводились многоквартирные дома в три, четыре и пять этажей, получившие адресацию по улице Фрезерной (с 2006 года — улица Владимира Кулагина), частично — по улицам Актайской и Модельной. До конца 1960-х годов было построено ещё несколько домов, в основном четырёх- и пятиэтажных, после чего застройка микрорайона в целом была завершена. В 1970-х — 1990-х годах было также построено несколько многоэтажных жилых домов на прилегающих к основной части микрорайона территориях — по чётной стороне улицы Модельной и нечётной стороне улицы Авангардной. Последним по времени появления жилым домом, возведённым в микрорайоне Теплоконтроль, является 16-этажная высотка (ул. Актайская, 7), построенная в 2011 году на месте двух домов завода «Радиоприбор» (ул. Актайская, 7 и 9), снесённых в 2000-е годы по республиканкой программе ликвидации ветхого жилья.   
Также на территории микрорайона Теплоконтроль возвели: две школы — № 114 в 1957 году и № 48 в 1962 году; два детских сада — № 182 завода резино-технических изделий и № 197 завода «Радиоприбор» (оба построены в 1960-е годы), а на прилегающей к микрорайону территории в 1982 году был построен детсад № 363.

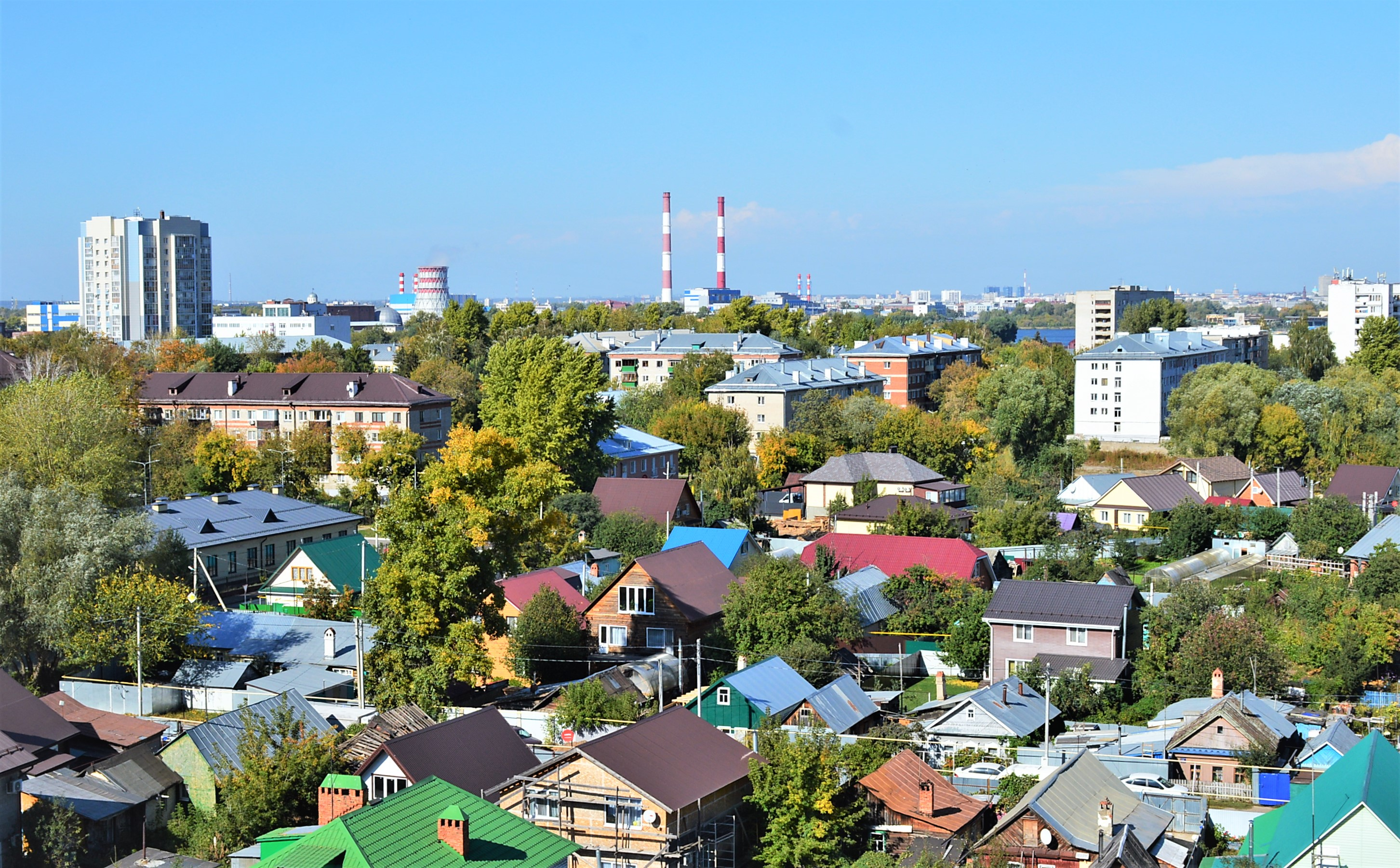
Вид на микрорайон Теплоконтроль со стороны посёлка Калининский
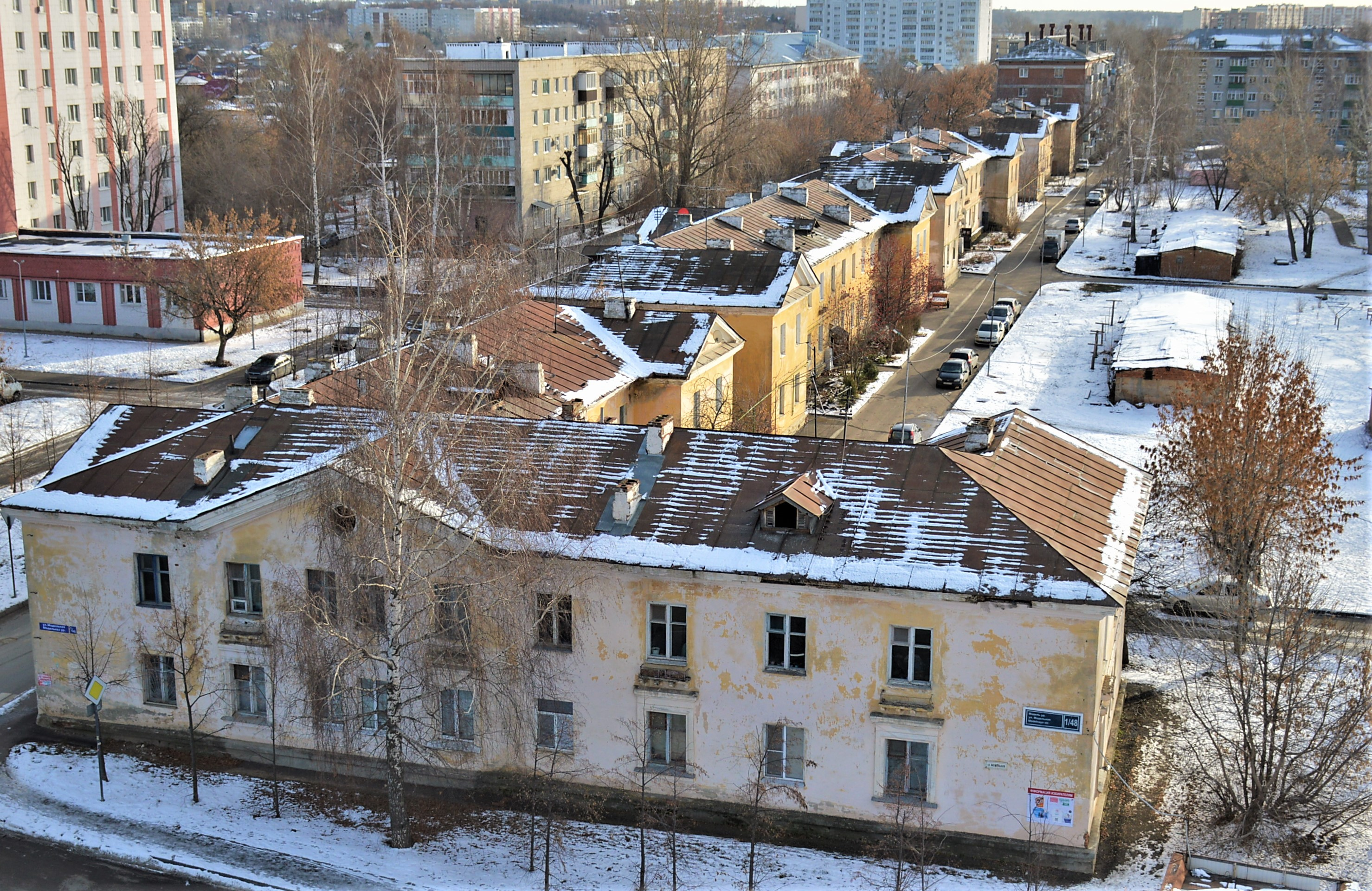
Двухэтажные жилые дома конца 1950-х годов по улице Авангардной
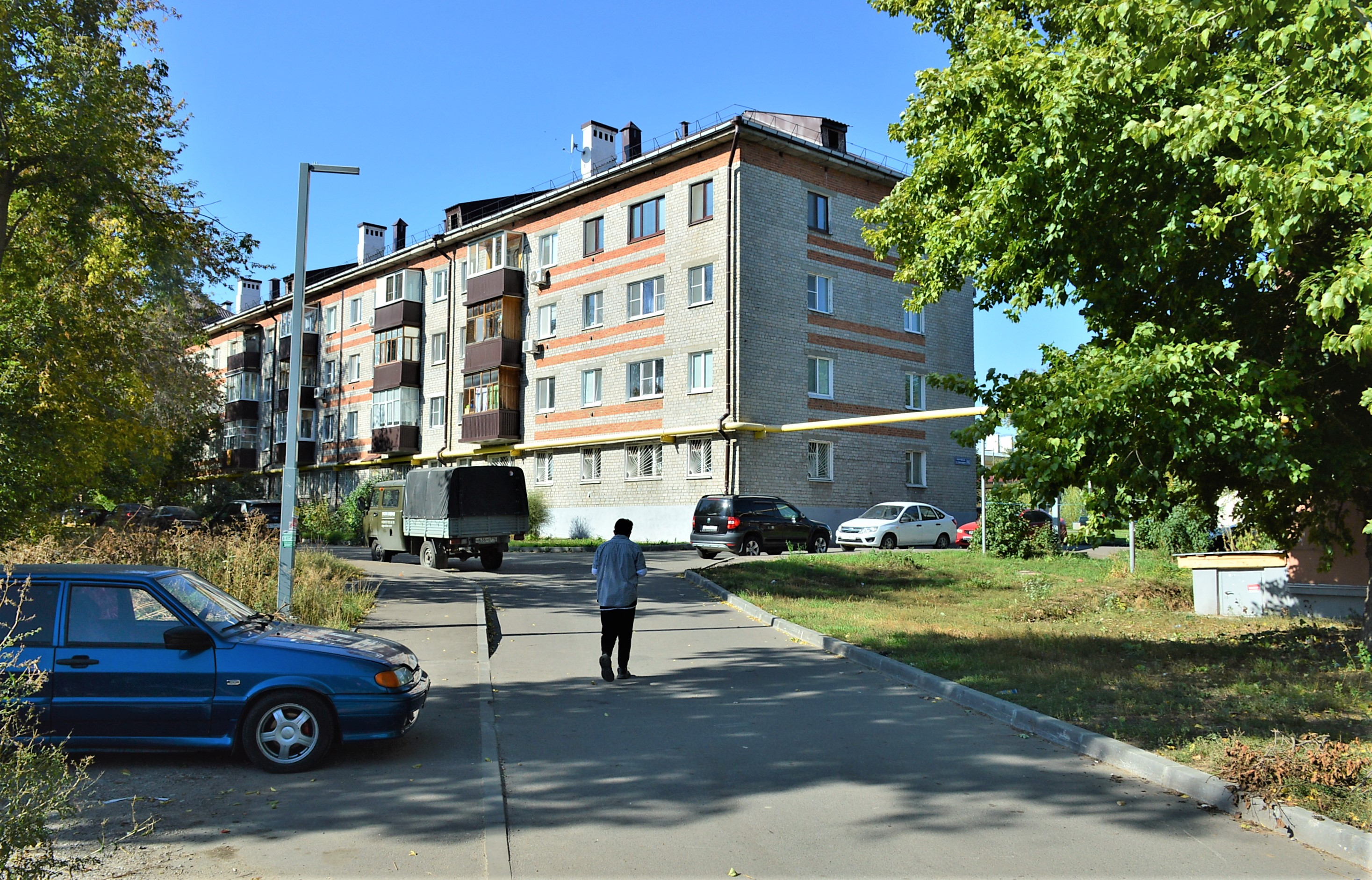
Жилой дом: ул. Авангардная, 66, корпус 2
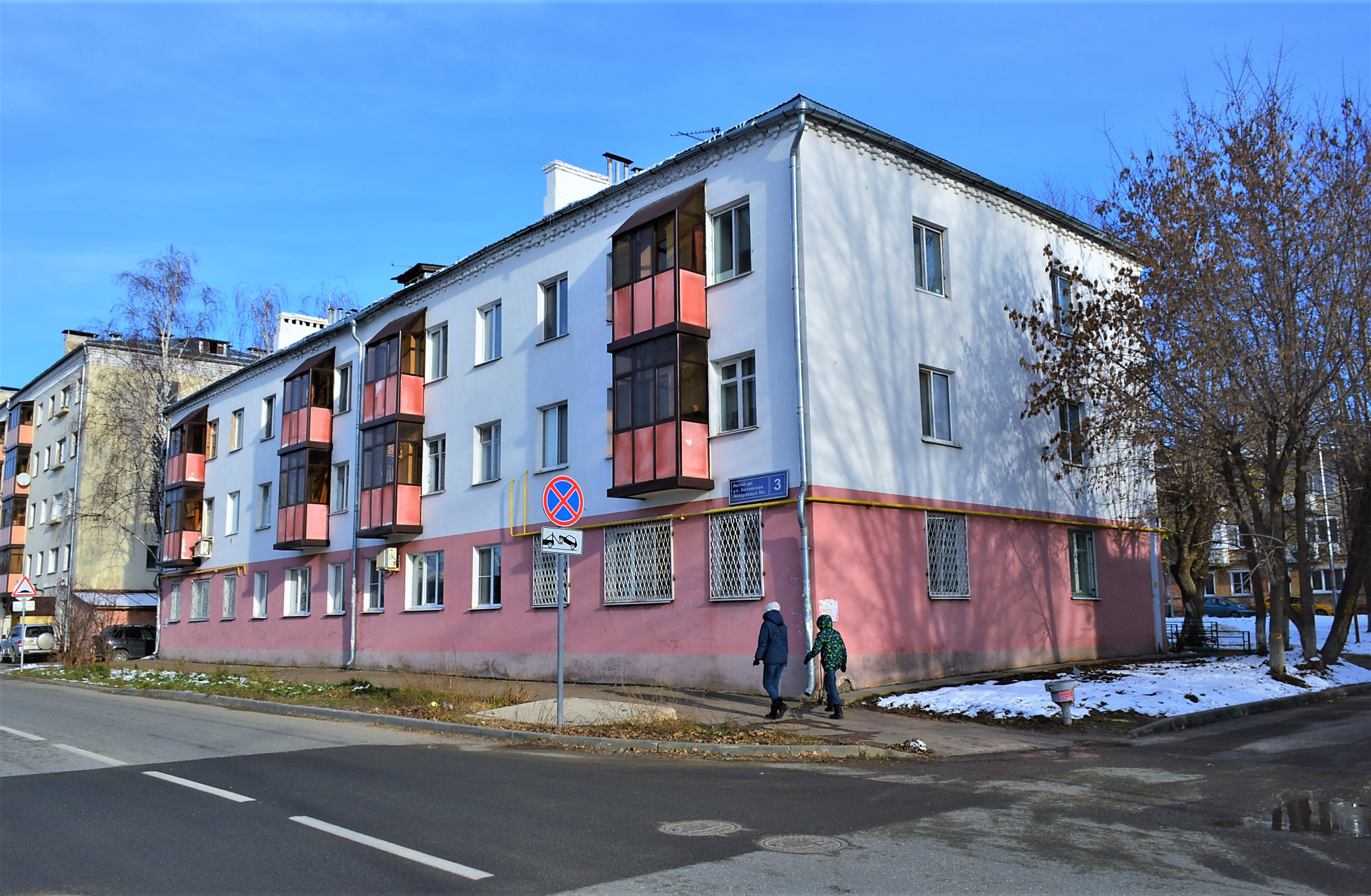
Жилой дом: ул. Актайская, 3
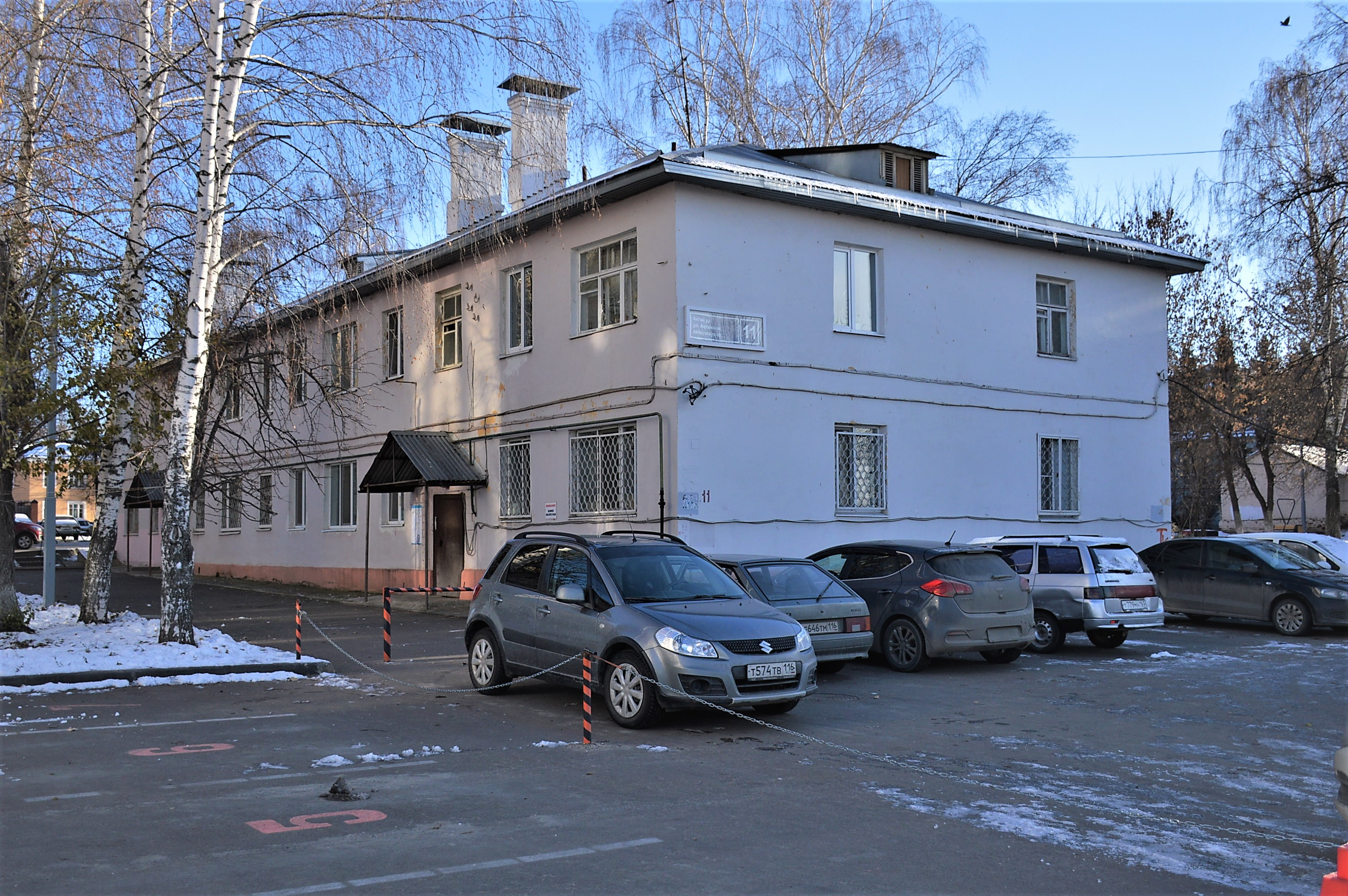
Жилой дом: ул. Актайская, 11
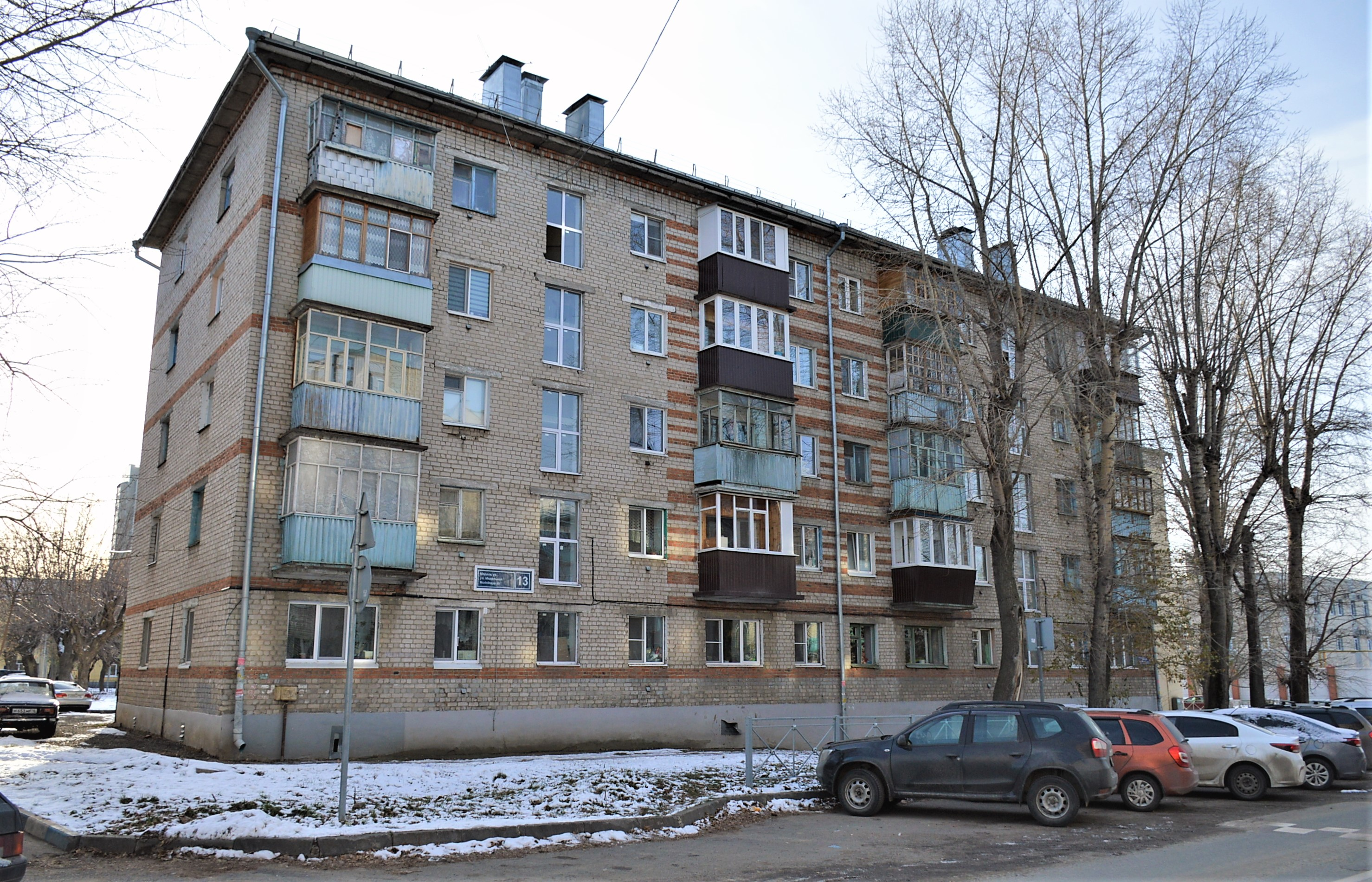
Жилой дом: ул. Модельная, 13

### Организованная преступная группировка «Тяп-ляп»
Микрорайон Теплоконтроль получил известность благодаря появлению на его территории в начале 1970-х годов знаменитой банды «Тяп-ляп». Её название является производной от названия завода «Теплоконтроль». Деятельность этой банды положила начало так называемому «казанскому феномену» — возникновению на территории Казани большого количества молодёжных преступных группировок, поделивших город на отдельные территории и устраивавших массовые и жестокие драки между собой.
Основателем организованной преступной группы (ОПГ) «Тяп-ляп» считается один из её лидеров Сергей Антипов по кличке Антип, переехавший в микрорайон в 1966 году из Суконной слободы. Антипов организовал в подвале одного из домов микрорайона спортзал, именуемый в простонародье «качалкой», и стал привлекать к занятиям спортом учащихся двух соседних школ — № 114 и № 48. Именно они составили основу ОПГ «Тяп-ляп». 
К середине 1970-х годов ОПГ «Тяп-ляп» установила контроль над бо́льшей частью молодёжных криминальных группировок Приволжского района Казани, превратив их в свои филиалы. Самой знаменитой акцией членов «Тяп-ляп» стал массовый набег 31 августа 1978 года на район, контролируемый враждебной ОПГ «Ново-Татарская Слобода». Итог набега — один убитый и 10 раненых, в том числе двое сотрудников милиции. 
Данная акция спровоцировала радикальные ответные действия правоохранительных органов по ликвидации ОПГ «Тяп-ляп». Почти все участники набега были арестованы и в 1980 году осуждены (всего 28 человек); четверо членов ОПГ «Тяп-ляп» по итогам суда были приговорены к смертной казни, но позже двоим из них её заменили лишением свободы на срок 15 лет.

## Уличная сеть
В микрорайоне Теплоконтроль находятся дома с адресацией по четырём улицам.
| Список улиц микрорайона Теплоконтроль | Список улиц микрорайона Теплоконтроль | Список улиц микрорайона Теплоконтроль | Список улиц микрорайона Теплоконтроль                                              | Список улиц микрорайона Теплоконтроль | Список улиц микрорайона Теплоконтроль |
| Название улицы                        | Фотоизображение                       | Вариант адресной таблички             | Документ, которым утверждено название                                              | Прежнее название                      | Происхождение названия |
| ------------------------------------- | ------------------------------------- | ------------------------------------- | ---------------------------------------------------------------------------------- | ------------------------------------- | --- |
| Авангардная улица                     |                                       |                                       | Решение Казанского горисполкома от 3 февраля 1960 года № 35                        | Зайни Султанова улица                 | Авангард — передовая часть советского общества, то есть коммунисты и пролетариат (идеологическое название советского периода). Зайни Султанов (1892—1952) — советский татарский актёр, режиссёр.                                      |
| Актайская улица                       |                                       |                                       | —                                                                                  | —                                     | Актай — река в Татарстане, левый приток Камы. |
| Владимира Кулагина улица              |                                       |                                       | Постановление Кабинета Министров Республики Татарстан от 23 ноября 2006 года № 565 | Фрезерная улица                       | Кулагин Владимир Константинович (1937—2004) — генеральный директор завода «Теплоконтроль» в 1981—2004 годах. Фрезерная — название, производное от фрезерного станка, используемого в машиностроении и других отраслях промышленности. |
| Модельная улица                       |                                       |                                       | —                                                                                  | —                                     | Модель — образец какого-либо изделия (название, отражающее производственную деятельность). |

## Учебные и дошкольные заведения
На территории микрорайона Теплоконтроль находятся два общеобразовательных учебных заведения — школы № 48 и № 114, одно учреждение дополнительного образования — Центр детского творчества «Олимп» (располагается в здании, где с 1960-х годов находился детский сад № 197 завода «Радиоприбор»), а также одно дошкольное заведение — филиал детского сада № 320 (бывший детский сад № 182 завода резино-технических изделий). Кроме того, на прилегающей к микрорайону территории находится детский сад № 363.
| Учебные и дошкольные заведения микрорайона Теплоконтроль | Учебные и дошкольные заведения микрорайона Теплоконтроль | Учебные и дошкольные заведения микрорайона Теплоконтроль | Учебные и дошкольные заведения микрорайона Теплоконтроль | Учебные и дошкольные заведения микрорайона Теплоконтроль | Учебные и дошкольные заведения микрорайона Теплоконтроль |
| Название и номер учебного / дошкольного заведения        | Фотоизображение                                          | Адрес                                                    | Год основания                                            | Количество педагогов / воспитателей                      | Количество учащихся / воспитанников                      |
| -------------------------------------------------------- | -------------------------------------------------------- | -------------------------------------------------------- | -------------------------------------------------------- | -------------------------------------------------------- | -------------------------------------------------------- |
| Средняя общеобразовательная татарско-русская школа № 48  |                                                          | ул. Актайская, 5                                         | 1962                                                     | 44                                                       | 723                                                      |
| Средняя общеобразовательная школа № 114                  |                                                          | ул. Владимира Кулагина, 2                                | 1957                                                     | 33                                                       | 565                                                      |
| Центр детского творчества «Олимп»                        |                                                          | ул. Актайская, 15, корп. 2                               | 2001                                                     | 61                                                       | 3243                                                     |
| Детский сад № 320 (филиал)                               |                                                          | ул. Авангардная, 68                                      | —                                                        | 20                                                       | 240                                                      |
| Детский сад № 363                                        |                                                          | ул. Модельная, 6А                                        | 1982                                                     | 22                                                       | 263                                                      |

## Спортивные сооружения
Универсальный спортивный комплекс «Бустан» (проезд Профессора Нужина, 1, 3) — расположен в непосредственной близости от микрорайона Теплоконтроль, на противоположной стороне улицы Актайской. Принадлежит Казанскому федеральному университету. Открыт 5 мая 2010 года как один из объектов Летней Универсиады 2013 года. Комплекс состоит из двух зданий, в которых расположены универсальный спортивный зал, плавательный бассейн, тренажёрный зал, а также медицинские и административные блоки. 

## Сквер «Авангард»
Сквер «Авангард» — зелёная зона с игровыми и спортивными площадками на территории микрорайона Теплоконтроль общей площадью 8137 м².
Проект сквера разработан творческой группой при мэрии Казани во главе с заместителем главного архитектора города Дарьей Толовенковой. Его строительство началось весной 2020 года на месте площадки твёрдых бытовых отходов и стихийной автопарковки. Финансирование работ осуществлялось в рамках татарстанской программы «Наш двор», а также при участии компании АО «Казэнерго». 
В процессе создания сквера «Авангард» проведено благоустройство дворовых территорий 11 близлежащих многоквартирных домов, высажено 90 деревьев-крупномеров, созданы зоны отдыха, построены памптрек, детская игровая, спортивная и тренажёрная площадки. 
Открытие сквера «Авангард» состоялось 1 сентября 2020 года при участии президента Татарстана Рустама Минниханова и мэра Казани Ильсура Метшина.

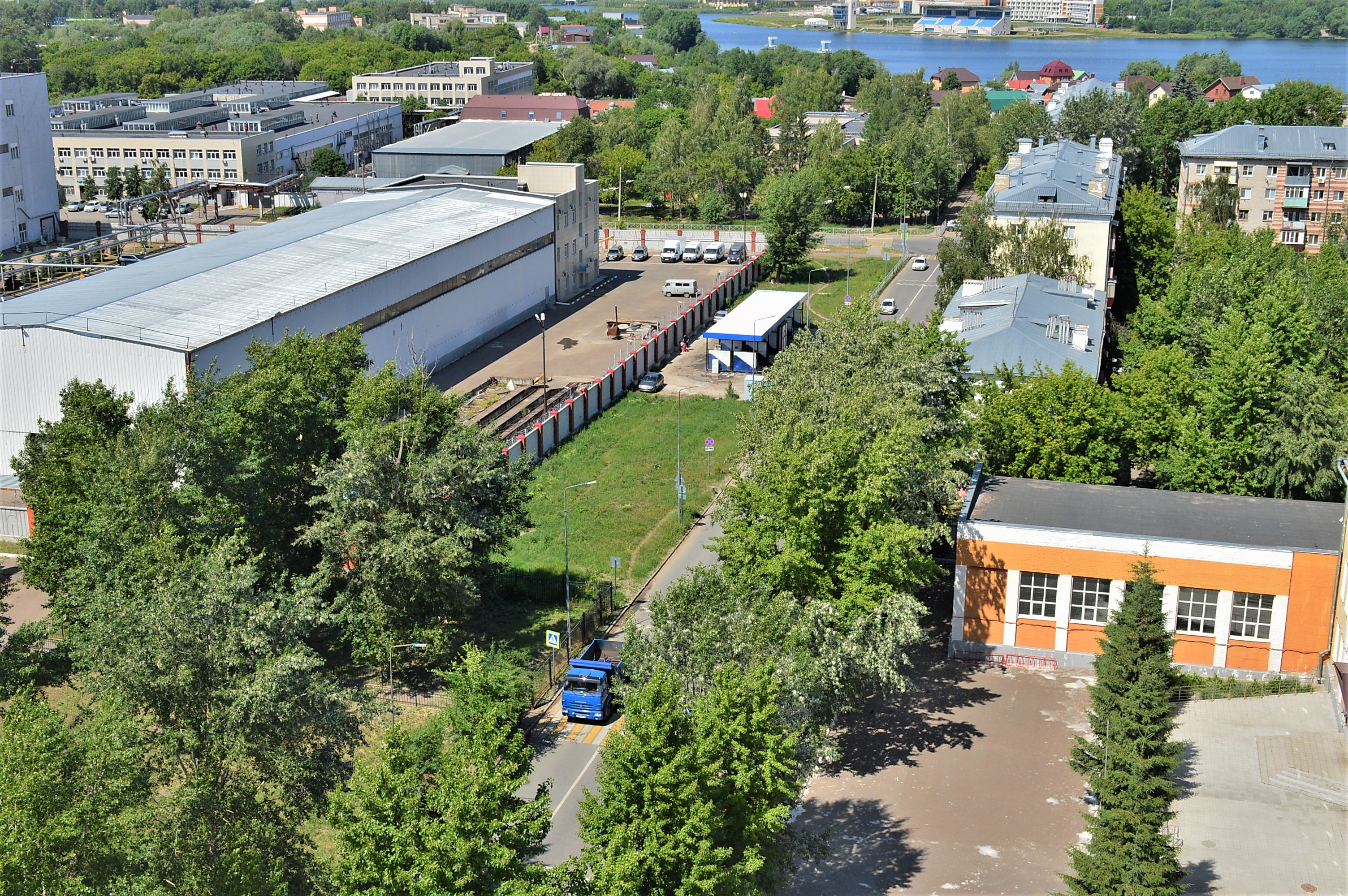
Вид на северный участок улицы Актайской
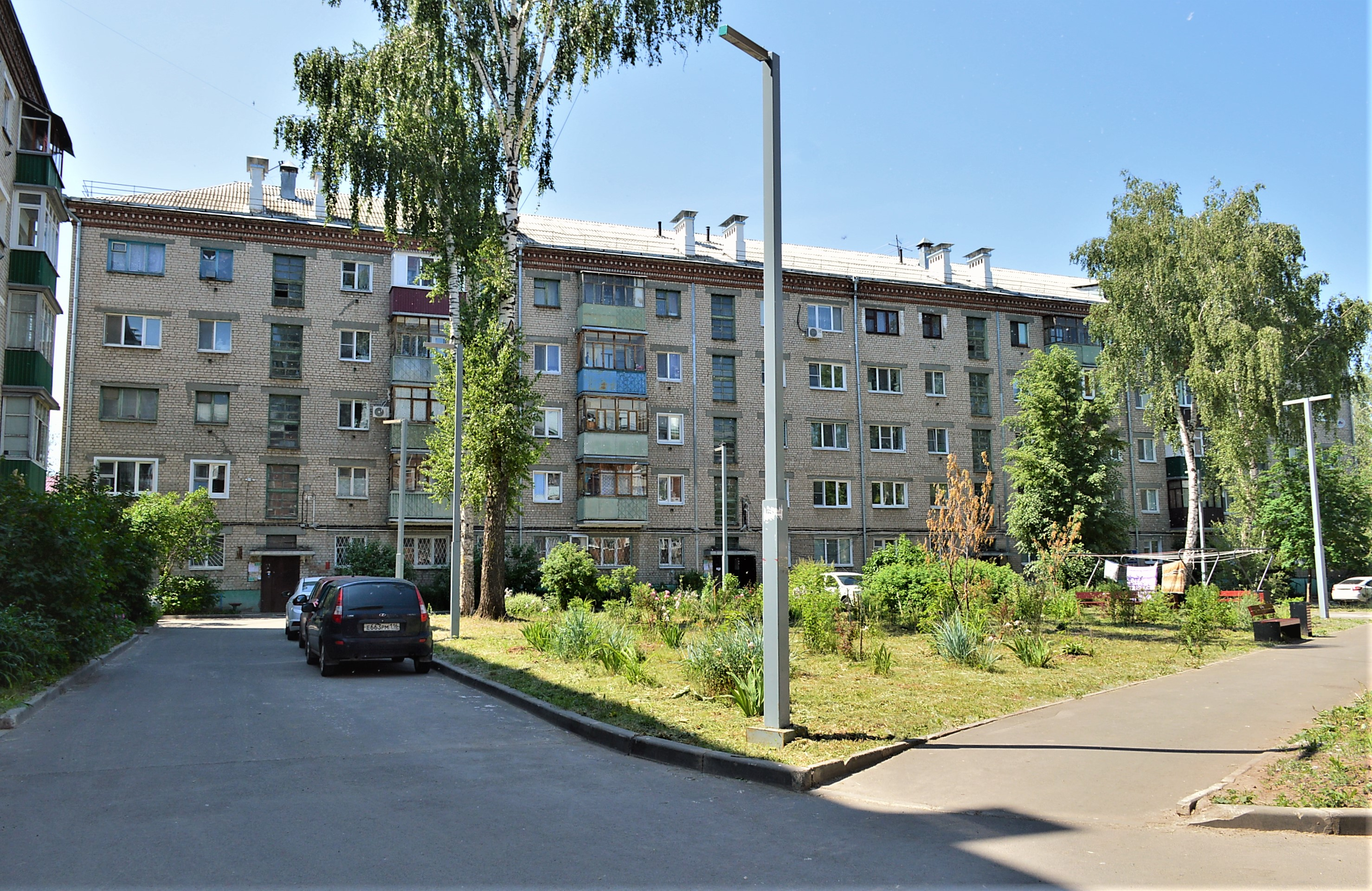
Один из дворов микрорайона Теплоконтроль
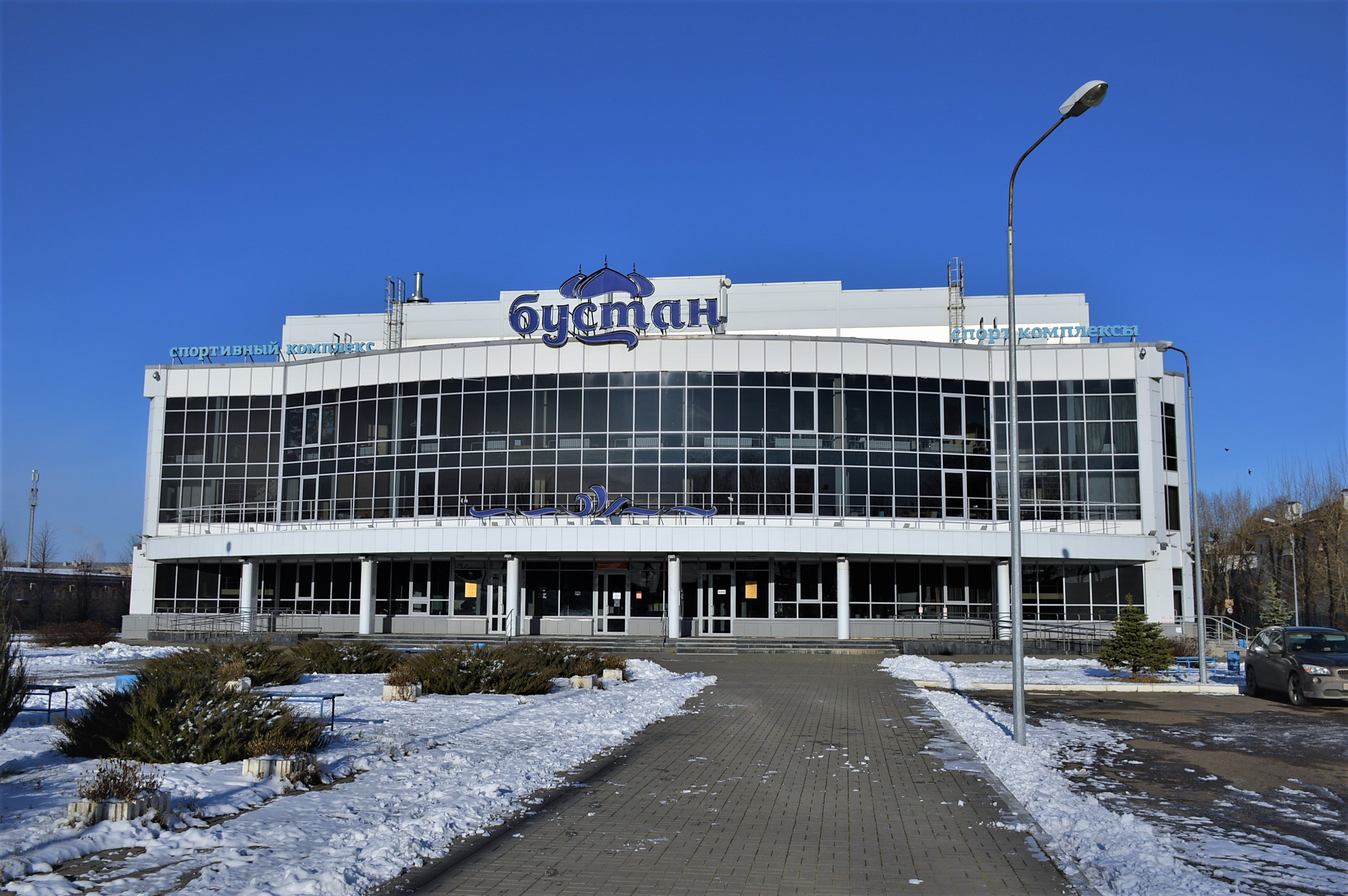
Универсальный спортивный зал «Бустан»
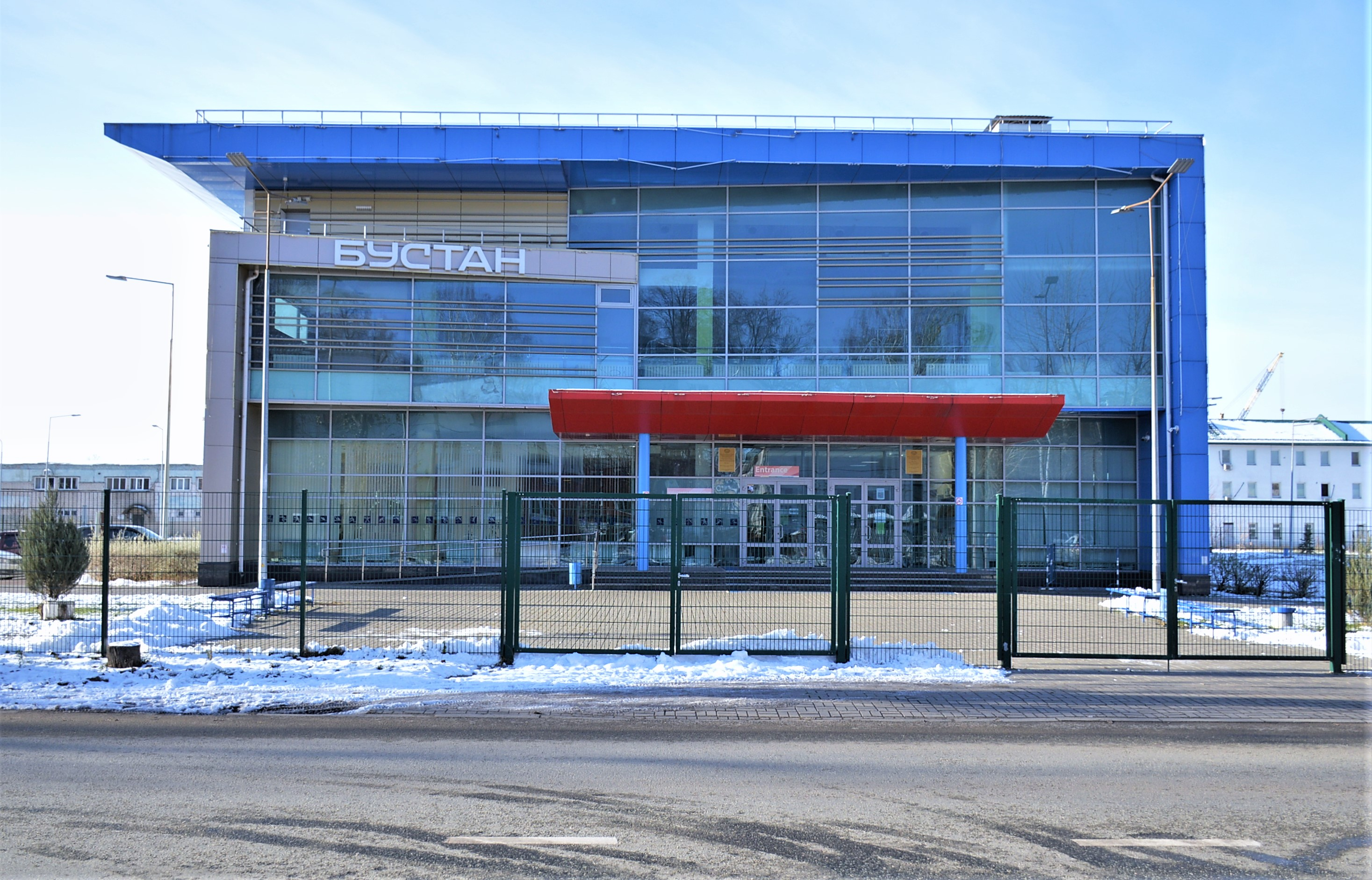
Плавательный бассейн «Бустан»
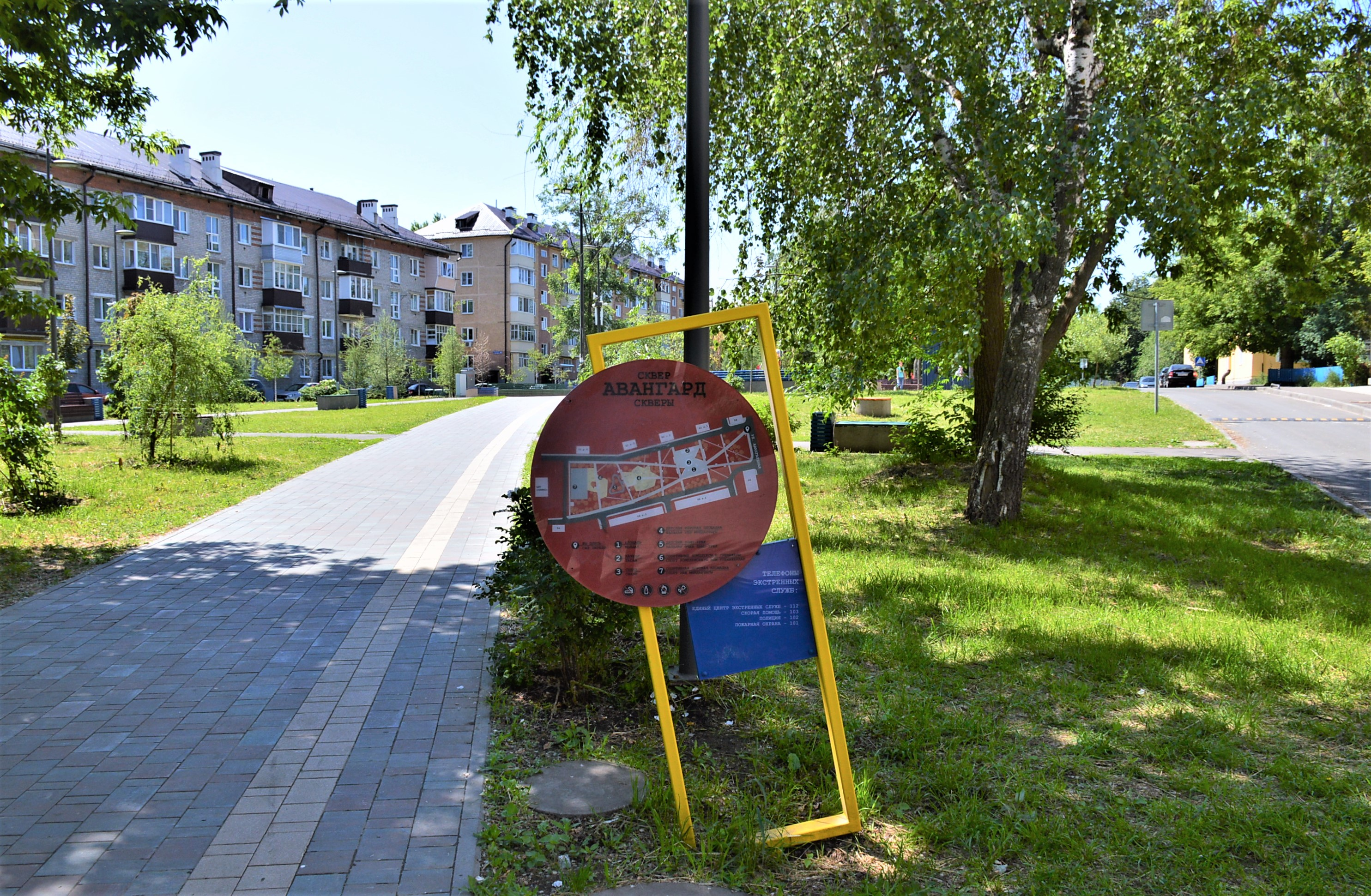
Вход в сквер «Авангард» со стороны улицы Авангардной
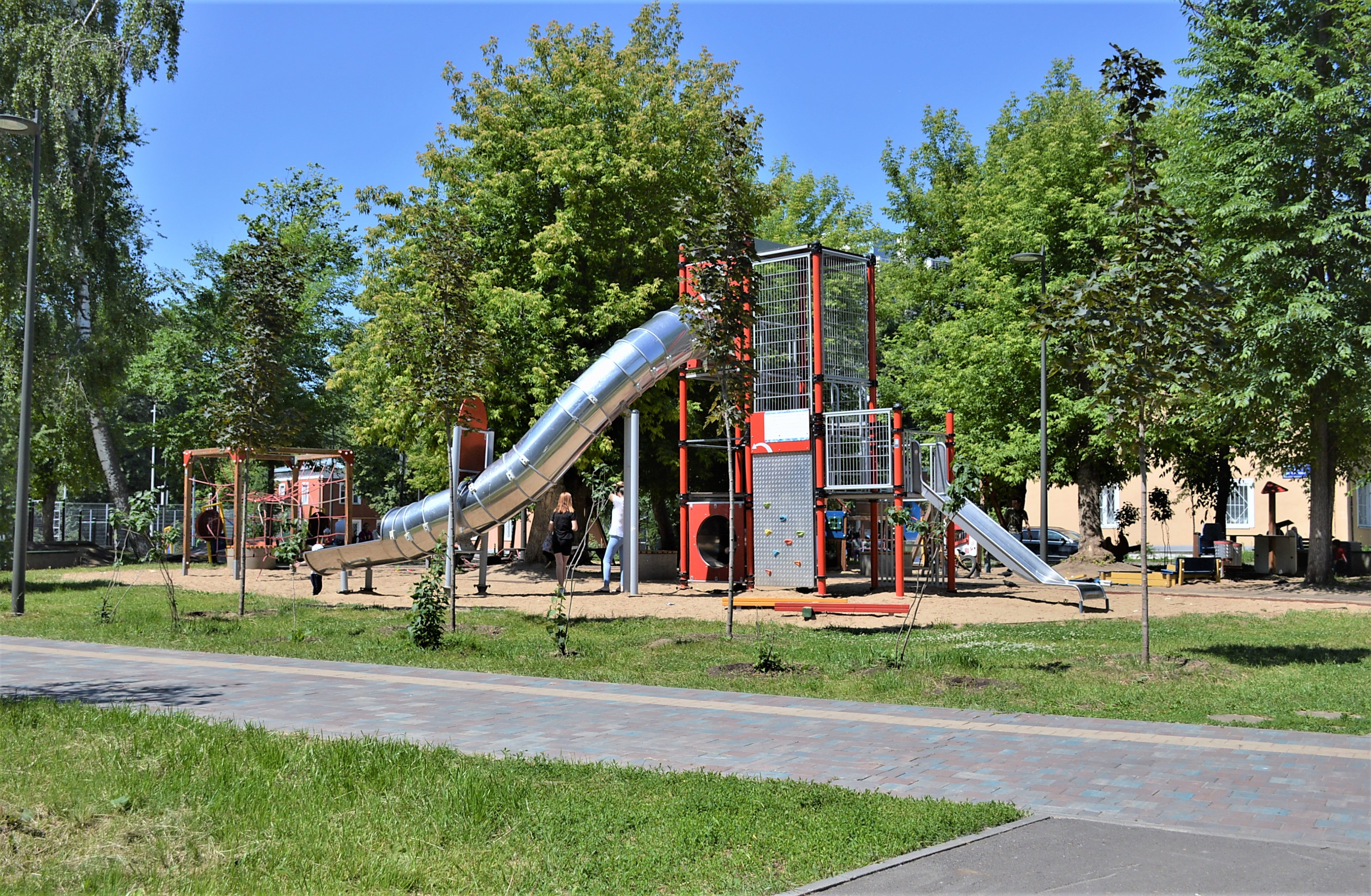
Сквер «Авангард»